# Магальяйнс, Демостенес
Демо́стенес Соарес Магалья́йнс (порт.-браз. Demósthenes Soares Magalhães; 17 ноября 1909, Рио-де-Жанейро — неизвестно), в Италии играл под именем Демостене Бертини (итал. Demostene Bertini) — бразильский футболист, полузащитник.

## Карьера
Демостенес играл за клуб «Флуминенсе» с 1931 года. В 1932 году, во время своего визита в Рио, Фернандо Гидиселли, который играл за итальянский «Торино», уговорил Демостенеса перейти в этот клуб. Поскольку в те времена в чемпионате Италии могли лишь играть этнические итальянцы, Демостенес принял гражданство страны под именем Демостене Бертини. Он дебютировал в клубе 25 сентября 1932 года в матче с «Про Верчелли» (3:2). В первом сезоне он провёл 15 матчей, столько же игр и во втором сезоне. На третий год футболист вообще потерял место в основе. Всего за три года в клубе Демостенес провёл 36 матчей. Футболист перешёл в «Сампьердаренезе», за который сыграл 28 встреч. Вернувшись в Бразилию, полузащитник провёл два матча за «Флуминенсе», за которую сыграл, в общей сложности, 37 матчей и забил 9 голов.